# 2016년 지진
2016년의 지진 목록. 매그니튜드 6이상이거나, 심각한 손해, 사망자 발생 외에 기록할만한 지진을 포함한다. 특별한 예외를 제외하고는 UTC로 표기한다. 최대진도는 미국 지질조사국의 강지진동 데이터와 메르칼리 진도계급을 사용한다.

## 과거 10년 비교표
| 매그니튜드 | 2006년 | 2007년 | 2008년 | 2009년 | 2010년 | 2011년 | 2012년 | 2013년 | 2014년 | 2015년 | 2016년 |
| ---------- | ------ | ------ | ------ | ------ | ------ | ------ | ------ | ------ | ------ | ------ | ------ |
| 8.0–9.9    | 2      | 4      | 0      | 1      | 1      | 1      | 2      | 2      | 1      | 1      | 0      |
| 7.0–7.9    | 9      | 14     | 12     | 16     | 23     | 19     | 14     | 17     | 11     | 18     | 16     |
| 6.0–6.9    | 142    | 178    | 167    | 144    | 151    | 187    | 117    | 123    | 143    | 127    | 130    |
| 5.0–5.9    | 1,731  | 2,090  | 1,790  | 1,920  | 2,221  | 2,486  | 1,546  | 1,454  | 1,574  | 1,412  | 1,550  |
| 4.0–4.9    | 12,861 | 12,086 | 12,306 | 6,835  | 10,140 | 13,131 | 10,957 | 11,872 | 15,816 | 13,776 | 13,699 |
| 합계       | 14,746 | 14,372 | 14,277 | 8,917  | 12,539 | 15,824 | 12,637 | 13,469 | 17,545 | 15,334 | 15,395 |

감지된 지진 횟수의 증가가 '실제 일어난' 지진 횟수가 증가한 것이라 말할 수는 없다. 인구 증가, 인간 거주 구역의 광역화, 지진 감지 기술의 발전 등으로 인해 유감지진, 즉 감지된 지진의 횟수는 실제 일어난 지진 횟수와는 상관없이 계속 늘어날 수 있다.

### 사망자 수
| 순위 | 사망자 수 | 매그니튜드 | 장소       | MMI  | 깊이(km) | 날짜     |
| ---- | --------- | ---------- | ---------- | ---- | -------- | -------- |
| 1    | 676       | 7.8        | 에콰도르   | VIII | 20.6     | 4월 16일 |
| 2    | 299       | 6.2        | 이탈리아   | IX   | 4.4      | 8월 24일 |
| 3    | 117       | 6.4        | 타이완     | VII  | 23.0     | 2월 6일  |
| 4    | 104       | 6.5        | 인도네시아 | IX   | 13.0     | 12월 9일 |
| 5    | 41        | 7.0        | 일본       | IX   | 10.0     | 4월 15일 |

### 매그니튜드
| 순위 | 매그니튜드 | 사망자수 | 위치                             | 잔도 | 깊이(km) | 날짜      |
| ---- | ---------- | -------- | -------------------------------- | ---- | -------- | --------- |
| 1    | 7.9        | 0        | 파푸아뉴기니                     | 8    | 103.2    | 12월 17일 |
| 2    | 7.8        | 676      | 에콰도르                         | 8    | 20.6     | 4월 16일  |
| 2    | 7.8        | 0        | 인도네시아                       | 3    | 24.0     | 3월 2일   |
| 2    | 7.8        | 2        | 뉴질랜드                         | 9    | 22.0     | 11월 14일 |
| 2    | 7.8        | 1        | 솔로몬 제도                      | 8    | 41.0     | 12월 8일  |
| 6    | 7.7        | 0        | 북마리아나 제도                  | 6    | 212.4    | 7월 29일  |
| 7    | 7.6        | 0        | 칠레                             | 8    | 35.2     | 12월 25일 |
| 8    | 7.4        | 0        | 사우스조지아 사우스샌드위치 제도 | 1    | 10.0     | 8월 19일  |
| 9    | 7.2        | 0        | 러시아                           | 6    | 163.2    | 1월 30일  |
| 9    | 7.2        | 0        | 사우스조지아 사우스샌드위치 제도 | 6    | 72.7     | 5월 28일  |
| 9    | 7.2        | 0        | 뉴칼레도니아                     | 5    | 9.9      | 8월 12일  |
| 12   | 7.1        | 0        | 미국 알래스카                    | 7    | 125.6    | 1월 24일  |
| 12   | 7.1        | 0        | 어센션섬                         | 1    | 10.0     | 8월 29일  |
| 14   | 7.0        | 41       | 일본                             | 9    | 10.0     | 4월 15일  |
| 14   | 7.0        | 0        | 바누아투                         | 7    | 27.2     | 4월 28일  |
| 14   | 7.0        | 0        | 뉴질랜드                         | 6    | 19.0     | 9월 1일   |

위 목록은 규모 7.0 이상의 지진으로만 한했다.

## 월별 지진

### 1월
- 1월 1일:  오스트레일리아 남쪽의 남동인도양 해령에서 규모 6.3, 깊이 10.0 km의 지진이 발생했다. 이 지진을 감지한 사람은 없었다.
- 1월 3일:  인도 임팔 서쪽 30 km 지역에서 규모 6.7, 깊이 55.0 km의 지진이 발생했다. 인도에서 6명, 방글라데시에서 5명이 사망하였으며 200명 가량이 부상을 입었다.
- 1월 5일: 태평양-남극 해령에서 규모 6.0, 깊이 10.0 km의 지진이 발생했다. 이 지진을 감지한 사람은 없었다.
- 1월 6일:  조선민주주의인민공화국 승지백암 동북동쪽 21 km 지역에서 규모 5.1의 인공지진이 발생했다. 이 지진은 2016년 1월 조선민주주의인민공화국 핵 실험으로 인한 것이었으며 이 지진으로 중화인민공화국 옌지 시의 한 학교 운동장이 갈라지는 등의 피해가 발생했다.
- 1월 11일:
  -  필리핀 사랑가니주 남동쪽 227 km 해역에서 규모 6.5, 깊이 13.0 km의 지진이 발생했다. 이 지진은 필리핀 민다나오섬 남부와 인도네시아 할마헤라섬 등에서 감지되었다.
  -  일본 루모이시 북서쪽 74 km 해역에서 규모 6.2, 깊이 238.8 km의 지진이 발생했다. 이 지진은 일본 홋카이도 일부 지역에서 감지되었다.
- 1월 14일:
  -  볼리비아 차라구아 서북서쪽 12 km 지역에서 규모 6.1, 깊이 582.6 km의 지진이 발생했다. 이 지진은 볼리비아 남동쪽 지역 및 파라과이, 아르헨티나 일부 지역에서 약하게 감지되었다.
  -  일본 시즈나이 남동쪽 52 km 해역에서 규모 6.7, 깊이 46.0 km의 지진이 발생했다. 이 지진은 홋카이도 남부 및 혼슈 일부 지역에서 감지되었다.
- 1월 16일:  인도네시아 남레아 남남동쪽 69 km 지역에서 규모 5.6, 깊이 4.1 km의 지진이 발생했다. 이 지진은 인도네시아의 여러 섬들에게 감지되었다.
- 1월 20일:  중화인민공화국 칭하이성 치롄 현 동남동쪽 70 km 지역에서 규모 5.9, 깊이 9.0  km의 지진이 발생했다. 9명의 부상자가 발생했고, 600가구가 피해를 받았다.
- 1월 21일:  멕시코 할리스코주 남서쪽 215 km 해역에서 규모 6.6, 깊이 10.0 km의 지진이 발생했다.
- 1월 24일:  미국 알래스카주 일리암나 서쪽 86 km 지역에서 규모 7.1, 깊이 129 km의 지진이 발생했다. 알래스카주 케나이에서 가옥 4채가 파손되었고, 가스 누출이 발생했다.
- 1월 25일:  모로코 알호세이마 북북동쪽 50 km 지역에서 규모 6.3, 깊이 12.0 km의 지진이 발생했다. 여러 건물 피해와 정전이 발생했다.
- 1월 26일:  파푸아뉴기니 타론 남남동쪽 94 km 지역에서 규모 6.1, 깊이 26.0 km의 지진이 발생했다.
- 1월 30일:  러시아 캄차카반도 옐리조보 북쪽 88 km 지역에서 규모 7.2, 깊이 177.0 km의 지진이 발생했다.
- 1월 31일:  남극 대륙 발레니 제도 동북쪽 473 km 지역에서 규모 6.1, 깊이 10.0 km의 지진이 발생했다.

### 2월
- 2월 1일:  뉴질랜드 레스페랑스 바위 북서쪽 125 km 해역에서 규모 6.2, 깊이 391.0 km의 지진이 발생했다.
- 2월 5일:  중화민국 타이난시 위징 구 남동쪽 25 km 지역에서 규모 6.4[3], 깊이 23.0 km의 지진이 발생했다.(2016년 가오슝 지진) 이 지진으로 최소 117명이 사망하고 549명이 부상을 입었으며, 30명이 실종되었다. 이외에도 타이난시 융캉 구의 17층 아파트가 붕괴되는 등 재산 피해가 잇따랐다.
- 2월 8일:  파푸아뉴기니 판구나 서남서쪽 88 km 해역에서 규모 6.4, 깊이 29.0 km의 지진이 발생했다.
- 2월 10일:  칠레 오발레 서쪽 36 km 지역에서 규모 6.3, 깊이 29.0 km의 지진이 발생했다.
- 2월 12일:  인도네시아 동 누사 텡가라 코메르다 서쪽 0 km 지역에서 규모 6.3, 깊이 28.0 km의 지진이 발생했다.

## 같이 보기
- 지진 목록